# 존 F. 피츠제럴드

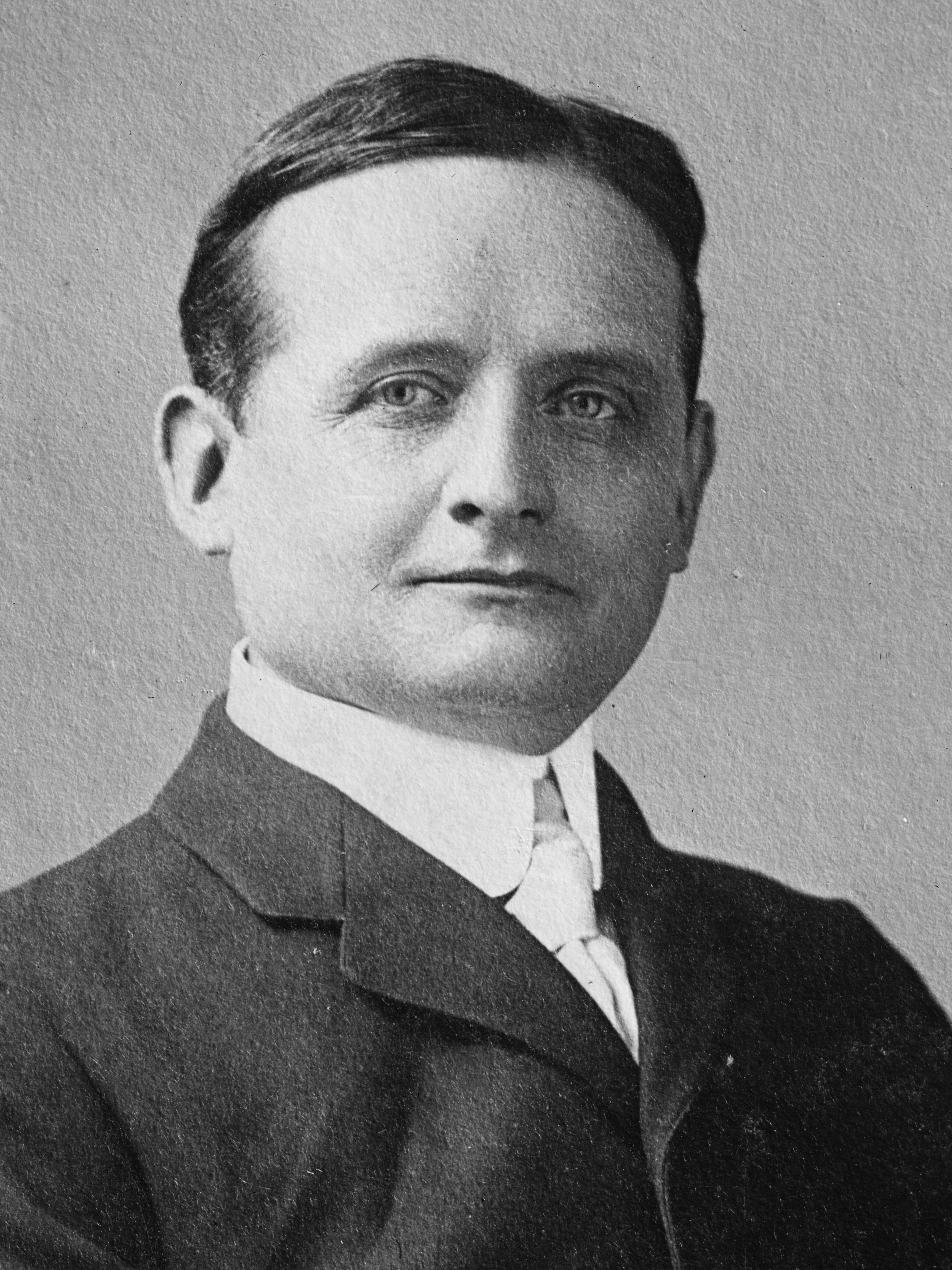
존 F. 피츠제럴드

존 프랜시스 "허니 피츠" 피츠제럴드(영어: John Francis "Honey Fitz" Fitzgerald, 1863년 2월 11일 ~ 1950년 10월 2일)는 매사추세츠 보스턴 출신의 미국 민주당 정치인이었다. 피츠제럴드는 보스턴 시장과 미국 하원의원을 역임했다. 그는 또한 1916년과 1942년 미국 상원의원 선거와 1922년 매사추세츠 주지사 선거에 출마하는데 성공하지 못했다. 피츠제럴드는 재임 중이든 부재 중이든 도시에서 인지도를 유지했고, 그의 연극적인 방식의 선거운동과 카리스마는 그에게 "허니 피츠"라는 별명을 가져다 주었다.
그는 존 F. 케네디 대통령, 로버트 F. 케네디 검찰총장, 그리고 에드워드 M. 케네디 상원의원의 외할아버지이자 로즈 피츠제럴드의 아버지였다. 노년의 피츠제럴드는 존 F. 케네디가 그의 첫 의회 선거에서 승리하도록 도왔다.

## 역대 선거 결과
| 선거명        | 직책명                           | 대수 | 정당   | 득표율 | 득표수    | 결과 | 당락                       |
| ------------- | -------------------------------- | ---- | ------ | ------ | --------- | ---- | -------------------------- |
| 1894년 선거   | 하원의원 (매사추세츠 제9선거구)  | 54대 | 민주당 | 53.26% | 11,459표  | 1위  | 매사추세츠주 하원의원 당선 |
| 1896년 선거   | 하원의원 (매사추세츠 제9선거구)  | 55대 | 민주당 | 54.74% | 13,979표  | 1위  | 매사추세츠주 하원의원 당선 |
| 1898년 선거   | 하원의원 (매사추세츠 제9선거구)  | 56대 | 민주당 | 48.68% | 10,303표  | 1위  | 매사추세츠주 하원의원 당선 |
| 1905년 선거   | 보스턴 시장                      | 37대 | 민주당 | 47.50% | 44,171표  | 1위  | 보스턴 시장 당선           |
| 1907년 선거   | 보스턴 시장                      | 38대 | 민주당 | 39.99% | 35,935표  | 2위  | 낙선                       |
| 1910년 선거   | 보스턴 시장                      | 39대 | 무소속 | 49.47% | 47,172표  | 1위  | 보스턴 시장 당선           |
| 1913년 선거   | 상원의원 (매사추세츠 제2부)      | 63대 | 민주당 | 0.74%  | 2표       | 7위  | 낙선                       |
| 1916년 선거   | 상원의원 (매사추세츠 제1부)      | 65대 | 민주당 | 45.31% | 234,238표 | 2위  | 낙선                       |
| 1918년 선거   | 하원의원 (매사추세츠 제10선거구) | 66대 | 민주당 | 47.28% | 7,241표   | 1위  | 매사추세츠주 하원의원 당선 |
| 1918년 재선거 | 하원의원 (매사추세츠 제10선거구) | 66대 | 민주당 | 45.58% | 6,567표   | 2위  | 낙선                       |
| 1922년 선거   | 매사추세츠 주지사                | 49대 | 민주당 | 45.42% | 404,192표 | 2위  | 낙선                       |